# 12186 Mitukurigen
12186 Mitukurigen è un asteroide della fascia principale. Scoperto nel 1977, presenta un'orbita caratterizzata da un semiasse maggiore pari a 2,9016098 UA e da un'eccentricità di 0,0616242, inclinata di 0,81072° rispetto all'eclittica.